# Partitionmagic

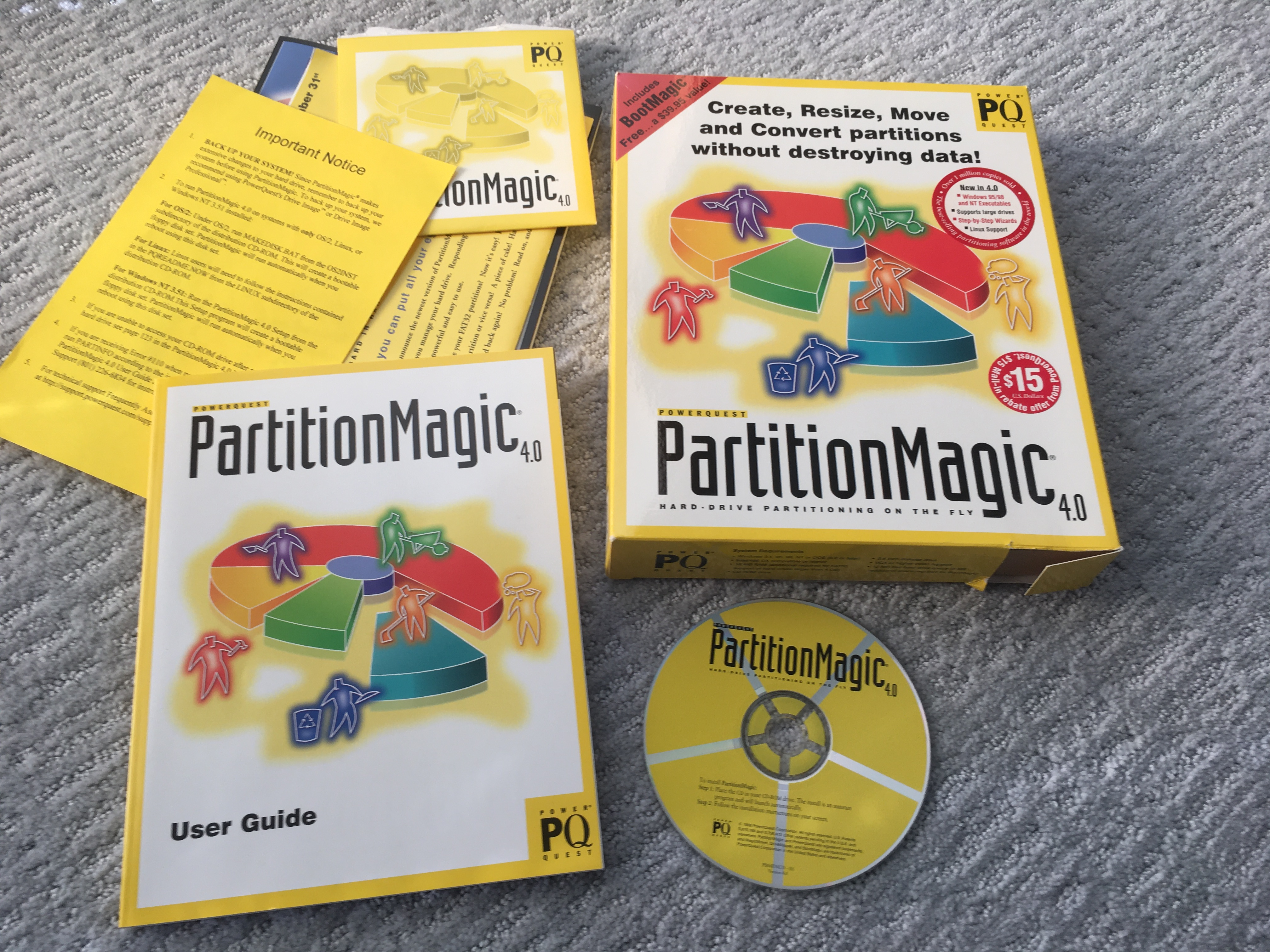
Förpackning, manual och skiva för programmet, 1998.

PartitionMagic är ett datorprogram som används för att partitionera hårddiskar. Tillverkades ursprungligen av PowerQuest som nu är ägt av Symantec. Programmet kan ändra storleken på NTFS och FAT-partitioner utan att data går förlorad, vilket är en stor fördel mot andra partioneringsverktyg. Kan även konvertera FAT 16 till FAT 32 samt FAT (16 eller 32) till NTFS och vice versa.